# Kim Ho-kon
Dans ce nom coréen, le nom de famille, Kim, précède le nom personnel.
Kim Ho-kon (coréen : 김호곤) (né le 26 mars 1951 à Tongyeong en Corée du Sud) est un joueur de football international sud-coréen, qui évoluait au poste de défenseur, avant de devenir entraîneur.

## Biographie

### Carrière de joueur

#### Carrière en sélection
Avec l'équipe de Corée du Sud, il joue entre 1971 et 1978. Il figure notamment dans le groupe des sélectionnés lors de la coupe d'Asie des nations de 1972.

## Palmarès
| Ulsan Hyundai - Ligue des champions (1) : - Vainqueur : 2012. - Championnat de Corée du Sud : - Vice-champion : 2011. - Coupe de Corée du Sud (1) : - Vainqueur : 2011. |  | - Entraîneur asiatique de l'année (1) : 2012. |